# Georg Northoff
Georg Northoff (* 1963 in Hamburg) ist ein deutscher Psychiater, Neurowissenschaftler und Philosoph, der an der Universität Ottawa lehrt. Er gilt als bedeutender Vertreter der Neurophilosophie.

## Leben
Northoff studierte in Hamburg, Essen, Bochum und New York. Ab 1996 war er als Oberarzt an der Psychiatrischen Universitätsklinik Magdeburg tätig. Er habilitierte sich 1998 in Medizin sowie 1999 in Philosophie und lehrte unter anderem an den Universitäten Magdeburg und Harvard. An der Universität Ottawa hat er seit 2009 den eigens für ihn geschaffenen Lehrstuhl für Geist, Gehirn und Neuroethik inne. 2021 wurde er zum Mitglied der Royal Society of Canada ernannt. Schwerpunkte seiner Forschung sind die funktionelle Bildgebung zur Untersuchung von Emotionen, Neurobiologie, psychiatrische Erkrankungen, analytische Philosophie des Geistes, Neurophilosophie, Neuropsychoanalyse und Neuroethik.

## Forschungsansatz
Northoff geht von einem „relationalen“ oder „interaktiven“ Ansatz aus: Gehirn und Geist sind demnach nicht isoliert zu betrachten, sondern stehen immer in einer inneren Beziehung (Relation) zum Körper und zur Umwelt. Das Selbst und psychiatrische Störungen wie Depression und Schizophrenie interpretiert er unter dem Aspekt, wie darin die Beziehung zwischen Geist, Körper und Umwelt organisiert bzw. verändert ist. Die Grundlage aller geistigen Aktivität des Menschen – und damit die Bedingung der Möglichkeit bewusster Erfahrung – ist dabei nicht die Persönlichkeit oder subjektive Identität, sondern ein „selbstbezogenes Verarbeiten“ (self related processing). Northoff versteht darunter den fundamentalen Code, die Art und Weise, wie das Gehirn alle Reize auf sich selbst, den eigenen Körper und den eigenen Geist bezieht. Zunächst funktioniert dieses selbstbezogene Verarbeiten rein neuronal, also als automatische Tätigkeit des Gehirns. Darauf bauen schrittweise immer höhere psychische Funktionen auf: ein körperliches, emotionales und schließlich auch geistiges (kognitives) Selbsterleben. Letzteres ermöglicht zunächst die bewusste Wahrnehmung und dann auch die bewusste Reflexion des eigenen Selbst.
Er versucht konzeptuell und in seinen neurowissenschaftlichen Experimenten die „Erste-Person-Perspektive“ (first-person perspective), das subjektive Erleben der Versuchspersonen, mit einzubeziehen. Geistige Phänomene, auch das Selbst, sind für ihn zudem immer auch kulturell geprägt.

## Raum-Zeit-Neurowissenschaft und kopernikanische Wende zum „Welt-Gehirn-Problem“
Northoff schlägt gemeinsam mit anderen Autoren eine „Raum-Zeit-Neurowissenschaft“ vor und fordert einen Paradigmenwechsel in der Philosophie des Geistes, der das Körper/Hirn-Geist-Problem (Wie hängen Körper/Gehirn und Geist zusammen?) durch das Welt-Körper/Hirn-Problem (Welche Beziehung besteht zwischen Welt und Körper/Gehirn?) ersetzen soll. Seiner Meinung nach können Wissenschaftler zwar nachverfolgen, wie Sinnesreize im Gehirn Nervenaktivitäten auslösen. Wie daraus dann aber immaterielle Gedanken und Erlebnisse mit subjektiver Bedeutung entstehen, bleibe bis heute völlig unklar. Statt nur danach zu suchen, wie einzelne Reize in exakt identifizierbaren Nervenzellen in bestimmte Gedanken umgesetzt werden, möchte Northoff daher grundsätzlicher vorgehen. Er fragt, wie es dem Gehirn überhaupt gelingen kann, neuronale mit geistigen Vorgängen in Beziehungen zu setzen. Das geschehe dadurch, dass das Gehirn ein Gitter erzeugt, das als gemeinsame Währung für beide Vorgänge dient, sie also miteinander vergleichbar macht. Diese gemeinsame Währung sind für Northoff Raum und Zeit.
Wenn bestimmte Reize aus der räumlichen Realität vom Gehirn wahrgenommen werden, treten unterschiedliche Nervennetzwerke im Gehirn räumlich miteinander in Kontakt und werden aktiv. Gleichzeitig werden die Reize zeitlich in das Gehirn integriert. Sie lösen dort sehr kurze neuronale Aktivitätswellen aus, die auf permanent vom Gehirn erzeugte langsame neuronale Wellen treffen, welche auch im so genannten Ruhezustand (Default mode) des Gehirns existieren. Die neuronale Aktivität, die im Gehirn beobachtet wird, ist daher immer schon eine Mischung zwischen dieser langsamen Grundaktivität des Gehirns und den von Sinnesreizen verursachten schnellen Aktivitätswellen. Die Stärke der Aktivität, die ein Reiz im Gehirn bewirkt, hängt also nicht nur vom Reiz selber ab, sondern immer auch vom aktuellen Ruhezustand des Gehirns. Der gleiche Reiz kann dann unterschiedliche neuronale Aktivitäten auslösen, je nachdem welches Aktivitätsniveau im Gehirn bereits vorhanden ist. Gedanken und Stimmungen beeinflussen die langsamen Wellen des Gehirns und bestimmen darüber mit, welche Reize der Außenwelt wahrgenommen und wie sie interpretiert werden. Die schnellen Aktivitäten, die die Reize der Außenwelt im Gehirn auslösen, verändern umgekehrt aber auch die langsamen Wellen des Gehirns. Das stützt für Northoff seine These, dass Bewusstsein und Geist durch eine raumzeitliche Dynamik mit dem Gehirn und der Außenwelt verschränkt sind. Ein geistiger Zustand existiert für ihn nur innerhalb dieser raumzeitlichen Dynamik, die zwischen Gehirn und Außenwelt stattfindet. Geist und Bewusstsein sind damit direkt abhängig von dem Ausmaß, in dem Gehirn und Außenwelt dynamisch miteinander in Beziehung treten. Das zeigt sich für Northoff deutlich, wenn Kinder zwar ein funktionierendes Gehirn besitzen, aber in Umwelten ohne Anregungen und lebendige Beziehungen aufwachsen. Klassische Fälle sind Kaspar Hauser oder stark beeinträchtigte rumänische Waisenkinder, die wissenschaftlich genau untersucht wurden. Da ihr Gehirn nicht in ständiger, aktiver Wechselwirkung mit Umweltreizen stand, besitzen sie nur eingeschränkte geistige Fähigkeiten und ein schmales Bewusstsein. Nach diesem Muster versteht Northoff auch psychiatrische Erkrankungen wie die Depression. Seine Studien legen nahe, dass bei ihr die Balance zwischen den langsamen Wellen im Gehirn und den Außenweltreizen verloren gingen, weshalb sie in ihrer negative Innenwelt versinken.
Northoff will daher den traditionellen Begriff des Geistes als eine von der Umwelt isolierbare reine „Kopf-Substanz“ verabschieden. Stattdessen müsse man verstehen, wie sich Umwelteinflüsse in die raumzeitliche Dynamik des Gehirns einschreiben und wie dadurch geistiges Erleben produziert und verändert wird.

## Schriften (Auswahl)
- Georg Northoff: Neurowaves: Brain, Time, and Consciousness. McGill-Queen’s University Press, 2023, ISBN 978-0-228-01761-5.
- Georg Northoff: The Spontaneous Brain. From the Mind-Body to the World-Brain problem. MIT Press, Cambridge, Massachusetts 2018, ISBN 978-0-262-03807-2.
- Neuro-Philosophy and the Healthy Mind: Learning from the Unwell Brain. W. W. Norton & Company 2016, ISBN 978-0-393-70938-4.
- Wie kommt die Kultur in den Kopf? Eine neurowissenschaftliche Reise zwischen Ost und West. Springer, Berlin / Heidelberg 2014, ISBN 978-3-662-44565-5.
- Unlocking the Brain. Volume 1: Coding. Oxford University Press, 2013, ISBN 978-0-19-982698-8.
- Unlocking the Brain. Volume 2: Consciousness. Oxford University Press, 2013, ISBN 978-0-19-982699-5.
- Das disziplinlose Gehirn – was nun, Herr Kant? Irisiana, München 2012, ISBN 978-3-424-15123-7.
- Neuropsychoanalysis in Practice: Brain, Self and Objects. Oxford University Press, 2011, ISBN 978-0-19-959969-1.
- Die Fahndung nach dem Ich: eine neurophilosophische Kriminalgeschichte. Irisiana, München 2009, ISBN 978-3-424-15034-6.
- Personale Identität und operative Eingriffe in das Gehirn: neurophilosophische, empirische und ethische Untersuchungen. Mentis, Paderborn 2001, ISBN 3-89785-097-4.
- Das Gehirn: eine neurophilosophische Untersuchung. Mentis, Paderborn 2000, ISBN 3-89785-096-6.
- Katatonie: Einführung in die Phänomenologie, Klinik und Pathophysiologie eines psychomotorischen Syndroms. Enke, Stuttgart 1997, ISBN 3-432-29811-0.